# Parrotia subaequalis
Espèce
Classification phylogénétique
Taxons de rang inférieur
- Voir le texte

Parrotia subaequalis (Hung T. Chang) R.M.Hao & H.T. Wei est une espèce d'arbres de la famille des Hamamelidaceae.

## Aire de répartition
Cette espèce a été découverte dans les années 2010 en Chine. Elle se distingue de Parrotia subaequalis par ses feuilles dentées alors que celles de Parrotia persica sont à bords lisses. Un article scientifique en fait état dans la revue Review of Palaeobotany and Palynology.